# Oxley Hughan
Oxley Hughan (* 24. Oktober 1907 in Neuseeland; † Mitte Januar 1992 in Nelson (Neuseeland)) war ein neuseeländischer Dokumentarfilmer.

## Leben und Wirken
Oxley Hughan gilt als Pionier des neuseeländischen Dokumentarfilms. Im September 1941 stieß er zur National Film Unit (NFU) als Produktionsassistent. Bis zum Kriegsende 1945 war Hughan vor allem mit der Herstellung von Wochenschauberichten befasst, die sich sowohl mit dem Kriegsgeschehen  (z. B. „Winter Front“ über den Kriegsschauplatz Italien) als auch mit neuseeländischen Themen (z. B. die Reportage „Māori Village“) befassten. Nach dem Krieg begann Osley Hughan nunmehr regelmäßig kurze Reportagen über Land und Leute in seiner neuseeländischen Heimat herzustellen, anfänglich als Regisseur, in den 1960er Jahren nur noch als Produzent. 1955 Hughan rückte Hughan in eine leitende Position der NFU (sogenannter Senior Unit Director) auf.
Als Dokumentarist zeigte er besonderes Interesse an allen Fragen, die die Landwirtschaft (z. B. „Farming in New Zealand“, 1952) betrafen. Hughan drehte aber auch 1953 zwei ausführliche Reportagen über die in diesem Jahr soeben gekrönte britische Monarchin Elizabeth II., zugleich Neuseelands Staatsoberhaupt. Mit „The Maori Today“, einer seiner letzten Inszenierungen, zollte der Neuseeländer mit europäischen Wurzeln Respekt gegenüber den Ureinwohnern seines Heimatlandes. Abschließend konzentrierte er sich, in Zusammenarbeit mit NFU-Chef Geoffrey Scott, ganz auf die Produktion der Kurzdokumentarfilme.
Einer dieser Arbeiten war die 33-minütige Dokumentation über die neuseeländischen Forschungsunternehmungen auf der Ross-Insel im antarktischen Sommer, die 1964 unter dem Titel One Hundred and Forty Days Under the World herauskam. Dafür erhielten Hughan und sein Kollege Scott im darauf folgenden Jahr in Hollywood eine Oscar-Nominierung in der Sparte Bester Kurzdokumentarfilm. Im Dezember 1967 ging der kurz zuvor 60 Jahre alt gewordene Oxley Hughan in den Ruhestand. Sein Tod wurde am 21. Januar 1992 in der Zeitung The Dominion auf Seite 18 vermeldet.

## Filmografie (Auswahl)
ausschließlich Dokumentarfilme:
- 1950: Canterbury is a Hundred (Regie)
- 1952: Farming in New Zealand (Regie)
- 1953: Ein Königin reist um die Welt (A Queen’s World Tour) (Regie)
- 1954: Royal New Zealand Journey (Regie)
- 1954: Taranaki (Regie)
- 1955: The Snowline is their Boundary (Regie)
- 1956: People of the Waikato (Regie)
- 1960: Hill Country (Regie)
- 1960: The Maori Today (Regie)
- 1963–64: These New Zealanders (Kurzfilmreihe, Produktion)
- 1964: One Hundred and Forty Days Under the World (Produktion)
- 1966: The Young Giant Kaingaroa (Produktion)